# Олмо (Асколи Пичено)
Олмо (итал. Olmo) насеље је у Италији у округу Асколи Пичено, региону Марке.
Према процени из 2011. у насељу је живело 41 становника. Насеље се налази на надморској висини од 156 м.